# محمد سهیل المعصوم
محمد سهیل المعصوم (بنگالی: মোহাম্মদ সোহেল আল-মাসুম؛ ۵ اوت ۱۹۷۵ – ۱۳ اکتبر ۲۰۱۵) بازیکن فوتبال اهل بنگلادش بود.
وی همچنین در تیم‌های ملی فوتبال زیر ۱۷ سال بنگلادش و بنگلادش بازی کرده است.